# Det Internationale Energiagentur
Det Internationale Energiagentur (IEA) er en international organisation oprettet i november 1974 for at sikre en stabil olieforsyning og producere information og statistik om det internationale oliemarked og andre energityper. Subsidiært arbejder IEA med at fremme og udvikle alternative energikilder, rationel energipolitik og multinationalt samarbejde om energiteknologi.
IEA har en kombineret oliereserve på 4 milliarder tønder hvoraf 1,4 milliarder kontrolleres af medlemsregeringerne for nødsituationer. IEA indtrådte i forbindelse med golfkrigen i 1991 og orkanen «Katrina» i 2005.
Hver uge offentliggøres mængden af lagret råolie og gas i USA. Lagertallene har en stor indvirkning på olieprisen. Balancen mellem tilbud og efterspørsel af olie er en vigtig faktor i verdensøkonomiens udvikling.

## Medlemslande
Organisationen har 30 medlemsstater (2021) og hovedkvarter i Paris i Frankrig. IEA er en autonom international organisation under OECDs vinger.
1. Australien #Belgien #Canada #Danmark #Estland

1. Finland #Frankrig #Grækenland #Irland #Italien

1. Japan #Luxembourg #Mexico #Holland #New Zealand

1. Norge #Polen #Portugal #Slovakiet #Spanien

1. Storbritannien #Schweiz #Sverige #Sydkorea #Tjekkiet

1. Tyrkiet #Tyskland #Ungarn #USA #Østrig

## Rapport i 2021
I 2021 publicerede IEA en rapport om hvordan verden kan nå målet i Parisaftalen om maksimalt 1,5 graders opvarming. Mange lande har sagt at de skal nå målene, men har ikke taget de beslutninger som gør dette mulig. Blandt tiltagene i IEAs rapport er umiddelbart at slutte investeringerne i nye felter eller miner for udvindning af fossile energier og det samme med nye kulkraftværkerk. I henhold til rapporten skal der i 2035 være slut med at sælge passagerbiler med forbrændingsmotor.